# Waterville (Vermont)
Waterville és una població dels Estats Units a l'estat de Vermont. Segons el cens del 2000 tenia 697 habitants.

## Demografia
Segons el cens del 2000, Waterville tenia 697 habitants, 260 habitatges, i 186 famílies. La densitat de població era de 16,4 habitants per km².
Dels 260 habitatges en un 38,1% hi vivien nens de menys de 18 anys, en un 58,1% hi vivien parelles casades, en un 6,5% dones solteres, i en un 28,1% no eren unitats familiars. En el 18,1% dels habitatges hi vivien persones soles el 4,2% de les quals corresponia a persones de 65 anys o més que vivien soles. El nombre mitjà de persones vivint en cada habitatge era de 2,62 i el nombre mitjà de persones que vivien en cada família era de 2,98.
Per edats la població es repartia de la següent manera: un 28% tenia menys de 18 anys, un 7,6% entre 18 i 24, un 30,1% entre 25 i 44, un 24,1% de 45 a 60 i un 10,2% 65 anys o més.
L'edat mediana era de 36 anys. Per cada 100 dones de 18 o més anys hi havia 100 homes.
La renda mediana per habitatge era de 39.453 $ i la renda mediana per família de 42.857 $. Els homes tenien una renda mediana de 34.250 $ mentre que les dones 22.917 $. La renda per capita de la població era de 18.081 $. Entorn del 6,8% de les famílies i el 10,7% de la població estaven per davall del llindar de pobresa.